# Margarita de Lorena
Margarita de Lorena (en francés: Marguerite de Lorraine; Nancy, 22 de julio de 1615 - París, 13 de abril de 1672) fue una princesa de Lorena por nacimiento y duquesa de Orleans, en virtud de su matrimonio con Gastón de Orleans, hermano menor del rey Luis XIII de Francia. De su matrimonio con Gastón tuvieron cinco hijos. Ella era la madrastra de La Gran Mademoiselle.

## Biografía
Ella nació en Nancy, como hija del duque Francisco II de Lorena, y la condesa Cristina de Salm. Una de seis hijos, se crio en Nancy, que era la capital del ducado de su padre. Después de perder a su madre en 1627, fue criada por su tía Catalina de Lorena, abadesa de Remiremont. Dos de sus hermanos mayores, Carlos y Nicolás, fueron sucesivamente duques de Lorena.

## Matrimonio
Al tiempo que tomaba refugio de la ira del primer ministro de Francia, el Cardenal Richelieu, Gastón de Orleans, hermano menor y heredero presunto de Luis XIII de Francia, se enamoró a primera vista de Margarita.  Sin embargo, como Francia y Lorena eran entonces enemigos, se le denegó el permiso del rey para casarse con una hermana de su duque, Carlos IV. Sin embargo, Gastón huyó de nuevo a Lorena y, en una ceremonia secreta en presencia de su familia en Nancy durante la noche del 2-3 de enero de 1632, Gastón tomó a la princesa Margarita como su esposa.  Debido a que no había obtenido el permiso previo de su hermano mayor - uno de sus muchos actos de desafío- la pareja no podía aparecer en la corte francesa, y el matrimonio se mantuvo en secreto.
Pero en noviembre de ese año, el duque Enrique II de Montmorency, en su camino al cadalso, traicionó a su antiguo co-conspirador, Monsieur Gastón, al rey y Richelieu, revelándoles la fuga. El rey declaró el matrimonio de su hermano nulo y sin efecto por el Parlamento de París en septiembre de 1634 y, a pesar de la protesta del Papa, la asamblea del clero francés confirmó la anulación en septiembre de 1635 con el argumento de que un príncipe de sangre, especialmente uno que era el heredero del trono, sólo podía contraer matrimonio con el permiso del rey - consistente con la soberanía y la costumbre francesa. A pesar de que Margarita y Gastón habían vuelto a celebrar su matrimonio ante el arzobispo de Malinas, un emisario francés persuadió al Papa por no protestar públicamente el asunto, y Gastón formalmente aceptó la nulidad de su matrimonio. No fue hasta que Luis XIII estaba en su lecho de muerte en mayo de 1643 que aceptó la petición de su hermano por el perdón y autorizó su matrimonio con Margarita, con lo cual la pareja se comprometió en nupcias por tercera vez en julio de 1643 ante el arzobispo de París en Meudon, y el duque y la duquesa de Orleans fueron finalmente recibidos en la corte y comenzaron a producir descendencia legítima.
Por razón de su matrimonio, Margarita se hizo conocida como Madame en la corte. Después de la muerte de su madre en 1642, Gastón fue legado con el Palacio del Luxemburgo, que se convirtió en la residencia parisina de la pareja bajo el nombre de Palacio de Orleans, una vez que fueron restaurados al favor real. También habitaron en el Castillo de Blois, en el Valle del Loira, donde su primera hija nació en 1645.

## Viudez
El marido de Margarita, que había jugado un papel importante en la Fronda contra su sobrino, el joven rey Luis XIV (al igual que su hijastra Ana María Luisa de Orleans, La Gran Mademoiselle), fue exiliado a su Castillo de Blois, donde murió en 1660. Algún tiempo después de la muerte de su esposo, Luis XIV le dio el ducado de Orleans a su hermano (y sobrino de Gastón), Felipe de Francia, duque de Orleans, que se convirtió en el nuevo señor. Como duquesa de Orleans, Margarita siguió residiendo en el Palacio de Orleans, donde murió el 13 de abril de 1672 a los 56 años de edad. Fue enterrada en la Basílica de Saint-Denis.

## Descendencia
Gastón y Margarita tuvieron cinco hijos, tres de los cuales sobrevivieron hasta la edad adulta:
- Margarita Luisa de Orleans (28 de julio de 1645 - 17 de septiembre de 1721), casada con Cosme III de Médici.
- Isabel Margarita de Orleans (26 de diciembre de 1646 - 17 de marzo de 1696), casada con Luis José de Lorena, duque de Guisa.
- Francisca Magdalena de Orleans (13 de octubre de 1648 - 14 de enero de 1664), casada con el duque Carlos Manuel II de Saboya.
- Juan Gastón de Orleans (17 de agosto de 1650 - París, 10 de agosto de 1652) muerto en la infancia.
- María Ana de Orleans (9 de noviembre de 1652 - Blois, 17 de agosto de 1656) muerta en la infancia.

## Títulos y estilos
- 22 de julio de 1615-3 de enero de 1632: Su Alteza la princesa Margarita de Lorena.
- 3 de enero de 1632-13 de abril de 1672: Su Alteza Real Madame, duquesa de Orleans.